# Sacramento (Kentucky)
Sacramento é uma cidade localizada no estado americano de Kentucky, no Condado de McLean.

## Demografia
Segundo o censo americano de 2000, a sua população era de 517 habitantes.
Em 2006, foi estimada uma população de 511, um decréscimo de 6 (-1.2%).

## Geografia
De acordo com o United States Census Bureau tem uma área de
1,1 km², dos quais 1,1 km² cobertos por terra e 0,0 km² cobertos por água. Sacramento localiza-se a aproximadamente 138 m acima do nível do mar.

## Localidades na vizinhança
O diagrama seguinte representa as localidades num raio de 16 km ao redor de Sacramento.